# Enzianhütte (Gutensteiner Alpen)
Die Enzianhütte, auch Enzianhütte am Kieneck, ist eine Schutzhütte der Sektion Enzian des Österreichischen Alpenvereins in der niederösterreichischen Gemeinde Muggendorf, unmittelbar an der Gemeindegrenze zu Furth an der Triesting gelegen. Sie steht auf dem Gipfel des Kieneck auf einer Höhe von 1106 m ü. A..
Die Hütte ist Stützpunkt auf einigen nationalen Weitwanderwegen (Voralpenweg, Wiener Mariazellerweg) sowie einiger regionaler Wanderwege (Waldmarkweg, Piestingtaler Rundwanderweg).

## Geschichte
Die Schutzhütte wurde von der 1889 gegründeten Alpinen Gesellschaft „Enzian“ errichtet und am 4. Juli 1897 eröffnet. 1904 erfolgte die erste Erweiterung und Anfang der 1920er Jahre fand eine weitere Vergrößerung der Enzianhütte statt. 1912 schloss die Alpine Gesellschaft sich als Sektion Enzian dem Deutschen und Österreichischen Alpenverein an. Im Jahr 2009 erfolgte mittels einer über 3,5 km langen Trasse der Anschluss der Energie- und der Wasserversorgung sowie der Abwasserentsorgung der Hütte an das öffentliche Netz.